# Kashar
Kashar (albanisch auch Kashari) ist ein Ort und eine ehemalige Gemeinde in Mittelalbanien nordwestlich von Tirana. Die Hauptstadt dehnt sich rasch über den Nachbarort aus, der fast 90.000 Einwohner verzeichnet (Volkszählung 2023). Obwohl die drittgrößte Stadt Albaniens, hat der Vorort kein eigenes Zentrum.
Kashar gehört zur Bashkia Tirana. Bis 2015 eigenständige Gemeinde (Komuna), die Teil des Kreises Tirana war. Seither ist es eine Njësia administrative innerhalb der Bashkia Tirana. Diese umfasst zehn ehemalige Dörfer. Die östlichen davon sind heute mit Tirana zusammengewachsen.

## Geographie

### Lage und Infrastruktur

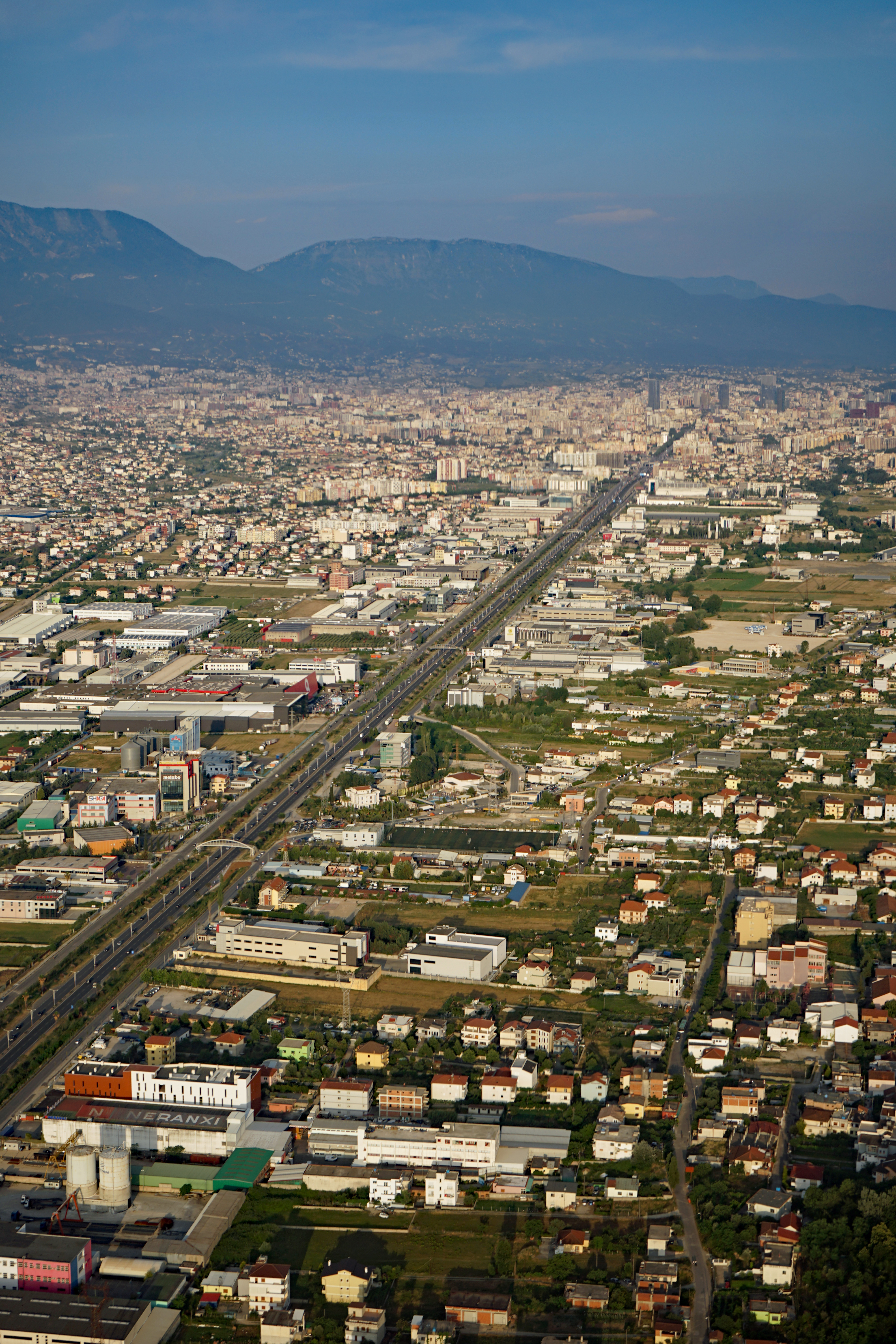
Autobahn SH2 in Kashar mit Tirana im Hintergrund

Kashar liegt rund sechs Kilometer nordwestlich des Stadtzentrums von Tirana südlich der Autobahn SH2. Die von Hügeln durchzogenen Gebiete südlich des Dorfes sind noch ländlich geprägt. Vor allem entlang der Autobahn, eine der wichtigsten Straßenverbindungen des Landes, sind in den letzten 25 Jahren große Wohnsiedlungen, Gewerbe- und Industriegebiete entstanden. Das gut erschlossene, ungenutzte Land ehemaliger staatlicher Landwirtschaftsgenossenschaften in der Ebene eignete sich für erste Projekte und zog später dank der guten Anbindung weitere Betriebe an. Gleichzeitig dehnten sich, ausgehend von der neuen Ringstraße Unaza e Madhe, die Wohnviertel Tiranas nach Westen aus.
Heute zieht sich die bebaute Fläche ohne Unterbruch von Tirana entlang der Autobahn bis über Kashar hinaus. Bedeutende Projekte rund um Kashar sind zum Beispiel die Einkaufszentren Qendra Tregtare Univers und Citypark. Mit der Bejtyl-Evel-Moschee der Ahmadijja findet sich in Yzberish seit 1995 auch die zweitgrößte Moschee des Landes.
Die Lana durchzieht das ehemalige Gemeindegebiet im Nordosten. Des Weiteren gibt es vier kleinere Seen, die als Wasserreservoire dienen. In den Hügeln von Yzberisht wurde auch Tiranas Kläranlage errichtet, die die Einleitung von Abwässern in die Lana verhindern soll.

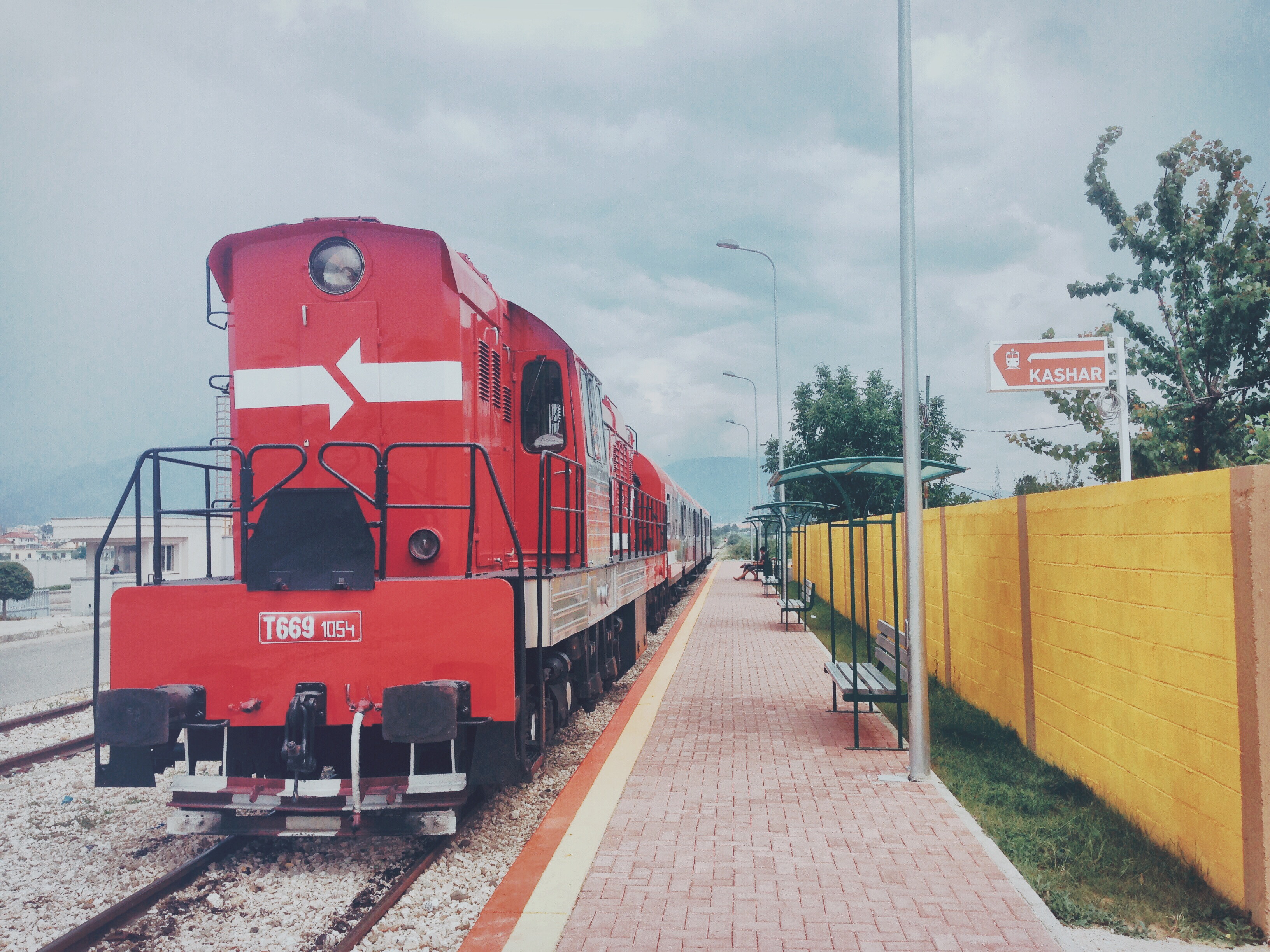
Bahnhof Kashar

Der östliche Teil der ehemaligen Gemeinde mit Yzberish (früher Verwaltungssitz der Gemeinde) war von mehreren Stadtteilen Tiranas umgeben. Neben der Autobahn im Norden verlief im Süden die Nationalstraße SH56, die ebenfalls Tirana mit der 30 Kilometer weiter westlich liegenden Hafenstadt Durrës verbindet. Seit dem Abbruch des Bahnhofs von Tirana endet die von Durrës kommende Strecke der albanischen Eisenbahn am Bahnhof Kashar. Ein neuer Bahnhof für Tirana etwas östlich von Kashar ist geplant.

### Gliederung
Die Njësia administrative Kashar umfasst insgesamt zehn Dörfer auf einer Fläche von 35,6 Quadratkilometern. Mazrek, Kashar, Kus, Kashar Kodër, Katund i Ri, Yrshek, Mëzez, Mëzez Fushë, Yzberish und Yzberish 1 (in ungefähr von West nach Ost) gehören dazu.

## Bevölkerung

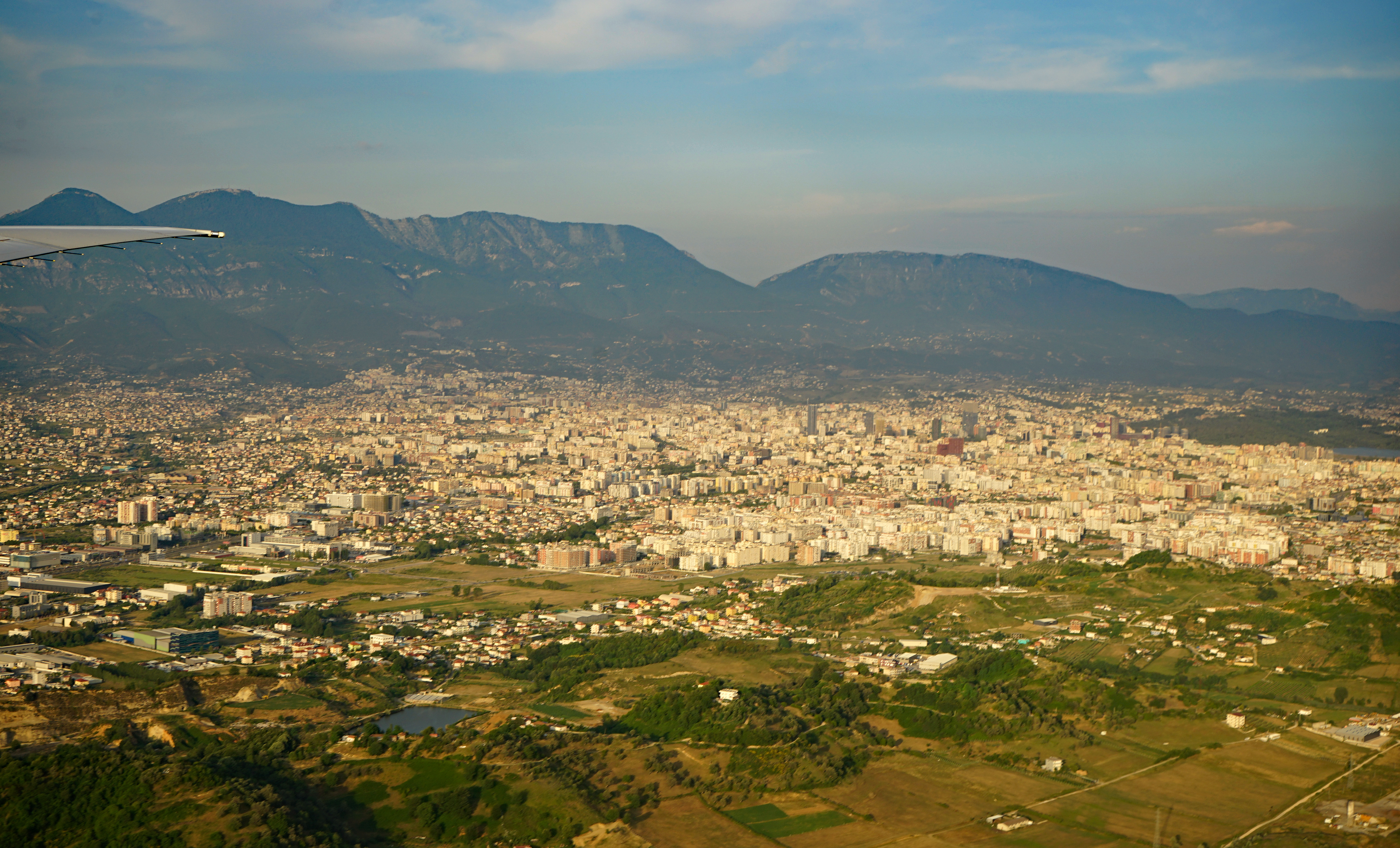
Neubaugebiete von Yzberish, Tirana im Hintergrund

Die Njësia administrative hat 89.935 Einwohner (Volkszählung 2023). Die Bevölkerung hat sich hier im Westen der Hauptstadt innerhalb von zwölf Jahren verdoppelt. Die Hauptstadt wächst nicht mehr im ursprünglichen Stadtgebiet, sondern an den Rändern. Die allermeisten anderen Regionen Albaniens verzeichnen in diesem Zeitraum einen zum Teil sehr starken Bevölkerungsrückgang.
Die ehemalige Komuna Kashar hatte 43.353 Einwohner (Volkszählung 2011) und war somit – gemessen an der Bevölkerung – die neuntgrößte Gemeinde Albaniens. Die Einwohner verteilten sich auf 21.238 Haushalte, dies macht rund 2,15 Personen pro Haushalt. Die Menschen zählen sich traditionell zum Islam, jedoch gibt es durch Einwanderung aus anderen Landesteilen auch Angehörige der orthodoxen und katholischen Kirche.

## Geschichte
Das Dorf Kashar wird erstmals um das Jahr 1456 erwähnt, als in der angrenzenden Ebene die Armee der Liga von Lezha auf diejenige der Osmanen traf. Die Schlacht ereignete sich nahe einer alten, Limuth genannten Brücke über die Lana.
Während der osmanischen Herrschaft, die vom 15. bis ins frühe 20. Jahrhundert dauerte, entstand im Dorf ein Derwisch-Kloster der Bektaschi.
Die Komuna von Kashar wurde 1992 eingerichtet; damals befand sich der Verwaltungssitz noch in Lapraka, einem Stadtbezirk im Nordwesten Tiranas. 1994 eröffnete man den neuen Amtssitz im Dorf Yzberish. Seit der Gründung der Gemeinde hat die Bevölkerung stark zugenommen, vor allem im Zeitabschnitt von 2001 bis 2011. In Kashar haben sich vor allem Binnenmigranten aus Südalbanien angesiedelt.